# Joe Verdeur
Joe Verdeur (n. 7 martie 1926, Pennsylvania, SUA – d. 6 august 1991, Lower Merion Township⁠(d), Comitatul Montgomery, Pennsylvania, Pennsylvania, SUA) a fost un înotător american, medaliat olimpic. A participat la o ediție a Jocurilor Olimpice (1948) în care a câștigat două medalii de aur.